# 에노르 드 샤텔로
에노르 드 샤텔로(프랑스어: Aenor de Châtellerault, 1103년 - 1130년 3월)는 아키텐 공작 기욤 10세의 부인으로 12세기 유럽에서 가장 강한 권력을 가졌던 아키텐의 엘레오노르의 어머니이다.
아버지 샤텔로 자작 에므리 드 로슈푸코와 어머니 당제로사 드 릴 부샤르의 사이에서 태어났다. 그녀의 어머니는 아키텐 공작 기욤 9세의 오랜 정부였고, 그녀를 정부의 아들인 기욤 10세와 결혼을 주선했다.
기욤 10세와의 사이에는 세 아이가 태어났다.
- 아키텐의 엘레오노르 - 아키텐 여공이며 루이 7세의 부인이자 헨리 2세의 부인
- 페트로닐라 - 베르망두아 백작 라울 1세의 부인
- 기욤 에그레 - 4살 때에 탈몽 성에서 에노르와 함께 사망